# Vieux-Lixheim
Vieux-Lixheim (deutsch Altlixheim) ist eine französische Gemeinde mit 249 Einwohnern (Stand 1. Januar 2022) im Département Moselle in der Region Grand Est (bis 2015 Lothringen). Sie gehört zum Arrondissement Sarrebourg-Château-Salins.

## Geografie
Vieux-Lixheim liegt etwa acht Kilometer nordöstlich von Sarrebourg auf einer Höhe zwischen 267 und 337 m über dem Meeresspiegel, die mittlere Höhe beträgt 300 m. Das Gemeindegebiet umfasst 6,45 km². Zur Gemeinde gehört auch der Hof Bruch (Bruchmühle).
Nachbargemeinden von Vieux-Lixheim sind Rauwiller und Schalbach im Norden, Lixheim im Osten, Brouviller im Südosten, Réding im Süden sowie Hilbesheim im Westen.

## Geschichte
Die Entstehung Altlixheims ist eng mit dem Benediktiner-Kloster Lixheim verbunden, das 1107 gegründet und 1550 aufgehoben wurde. Zwischen 1629 und 1702 gehörte der Ort zum Fürstentum Lixheim. Im Dreißigjährigen Krieg wurde Altlixheim zerstört.
Das Gemeindewappen zeigt den Löwen von Lixheim; statt den Rosen hält der Löwe hier aber einen Bischofsstab, der an den Heiligen Adelphus, Bischof von Metz und Schutzpatron der Kirche, erinnert.

### Bevölkerungsentwicklung
| Jahr      | 1962 | 1968 | 1975 | 1982 | 1990 | 1999 | 2007 | 2019 |
| Einwohner | 226  | 199  | 194  | 196  | 197  | 204  | 242  | 248  |

## Sehenswürdigkeiten
- Kirche Saint-Adelphe, 1830 errichtet

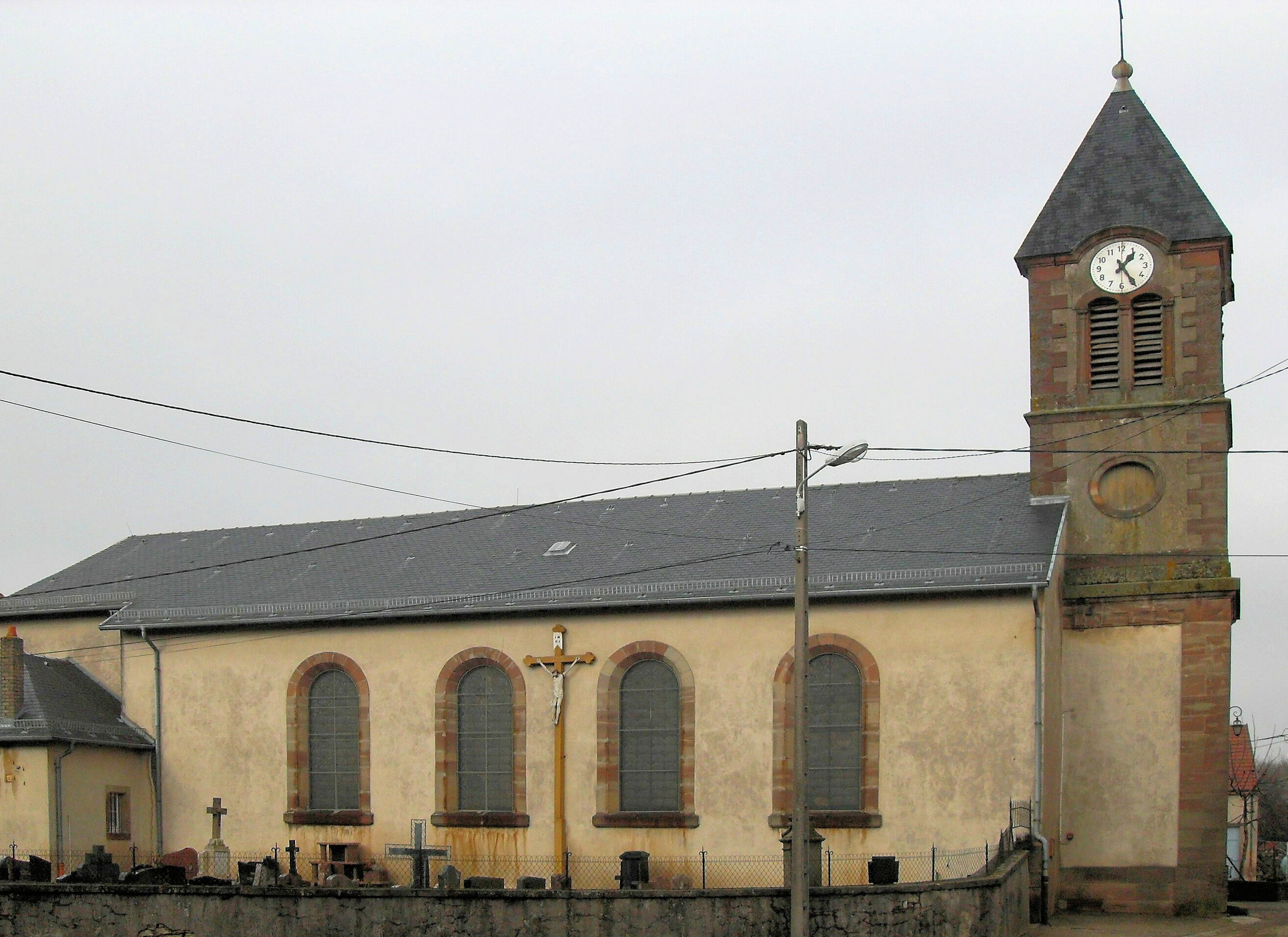
Kirche Saint-Adelphe
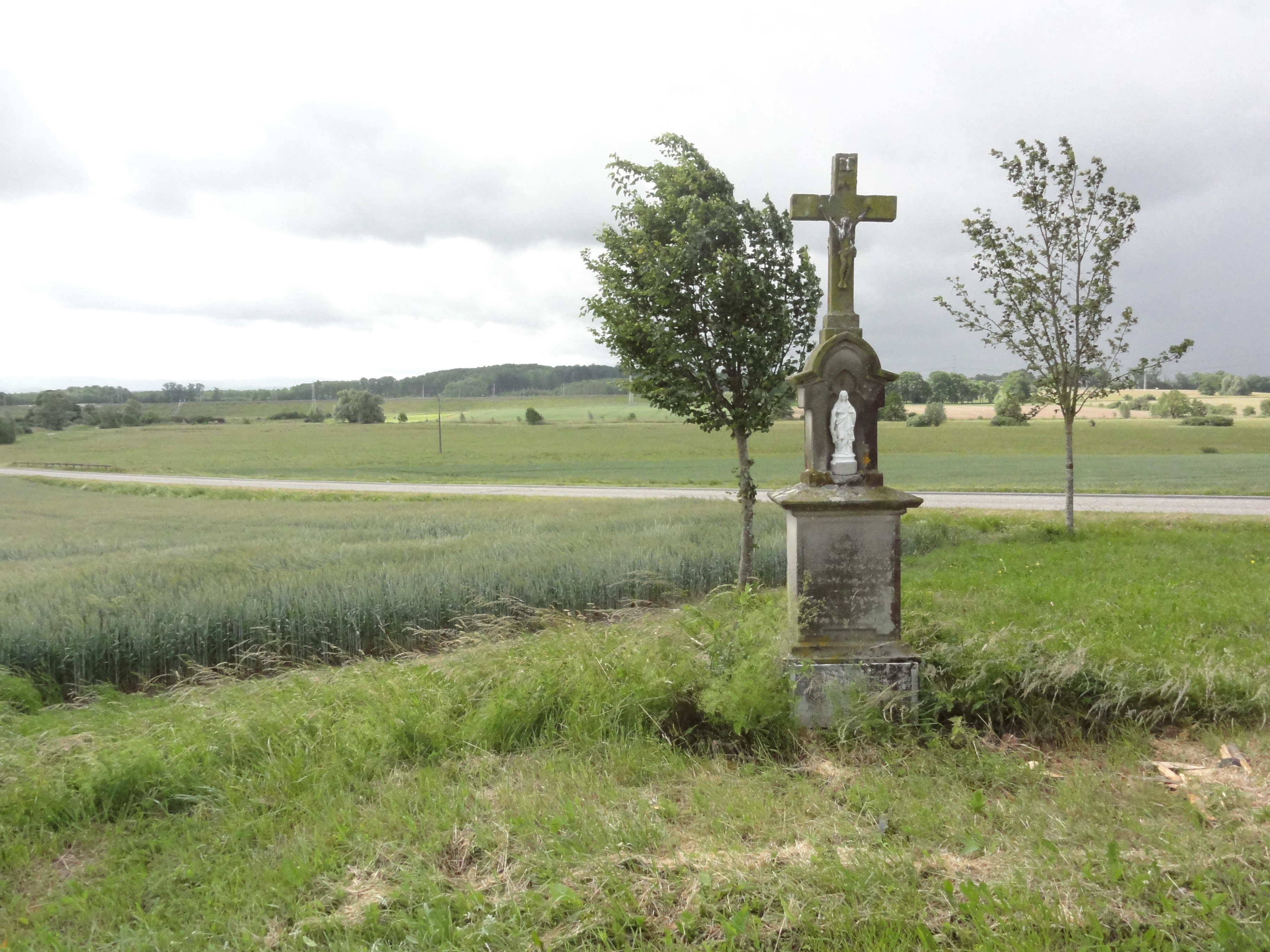
Flurkreuz

## Belege
1. ↑  Historique auf pays-de-fenetrange.fr (Memento des Originals vom 23. April 2016 im Internet Archive)  Info: Der Archivlink wurde automatisch eingesetzt und noch nicht geprüft. Bitte prüfe Original- und Archivlink gemäß Anleitung und entferne dann diesen Hinweis. (französisch)
2. ↑  Wappenbeschreibung auf genealogie-lorraine.fr (französisch)